# 青海路 (高雄市)
青海路（Cinghai Rd.）為高雄市鼓山區的東西向道路，起端為中華二路，末端為鼓山三路，是高雄美術館特區的重要道路之一。因高雄鐵路地下化完工後，青海陸橋於2019年2月16日進行拆除作業，同年3月14日平面化通車。

## 行經行政區域
- 鼓山區

## 沿線設施
（由東至西）
- 民主進步黨高雄市黨部
- 路易莎咖啡高雄美術館門市
- Gogoro鼓山青海門市
- 中華電信高雄美術館服務中心
- 高雄鐵路綠園道
- 民強公園
- 美術館車站
- 高雄市鼓山區九如國民小學
- 高雄市立鼓山高級中學

## 公共自行車
- 高雄市公共自行車租賃系統：
  - 中華一青海路口：中華一路2300號(前人行道)
  - 青海美術東四路口：青海路/美術東四路(西南側)
  - 青海美術東二路口(西北側)：青海路/美術東二路口(西北側人行道)
  - 青海公園：美術南六街/青海路口(西南側)
  - 台鐵美術館車站：翠華路/青海路口(西北側人行道)
  - 青海九如路口(東北側)：青海路/九如四路口(東北側)
  - 青海鼓山路口：青海路/鼓山三路口(東側人行道)

## 相關連結
- 高雄市主要道路列表